# Irawadi-Region
Koordinaten: 16° 50′ N, 95° 10′ O
Die Irawadi-Region (birmanisch ဧရာဝတီတိုင်းဒေသကြီး, BGN/PCGN: eyawadidaingdethagyi, bis 2008 Irawadi-Division, auch Ayeyawady und Ayeyarwady) ist eine der 15 Verwaltungseinheiten von Myanmar.

## Geographie
Die Irawadi-Region befindet sich im Delta des Irawadi an der Küste des Golfs von Bengalen. Im Norden und Osten grenzt sie an die Bago-Region, im Osten auch an die Yangon-Region, im Süden und Südosten und Südwesten an den Golf von Bengalen, im Nordwesten an den Rakhaing-Staat.
Die Division liegt zwischen 15° 40' und 18° 30' Nord und zwischen 94° 15' and 96° 15' Ost.

## Bevölkerung
Die Mehrheit der Bevölkerung stellen die Bamar. An der Küste im Westen leben Arakanesen. Die Mehrheit der Bevölkerung ist buddhistisch. Es gibt aber auch muslimische und christliche Minderheiten.

## Wirtschaft
Die Irawadi-Region gilt als die Reiskammer Birmas. Strände finden sich in Chaungtha und Ngwesaung. Chaungtha wird überwiegend von Einheimischen, Ngwesaung auch von Touristen besucht.

## Verwaltung
Die Division besteht aus sechs Distrikten: Pathein, Hinthada, Labutta, Myaungmya, Maubin und Phyapon. Pathein ist die Hauptstadt der Region.